# Kwas protokatechowy
Kwas protokatechowy – organiczny związek chemiczny z grupy kwasów fenolowych. Występuje w śladowych ilościach w ziarnach i siewkach pszenicy i w innych roślinach.

## Otrzymywanie
Kwas protokatechowy można otrzymać w reakcji waniliny z wodnym roztworem wodorotlenku sodu lub potasu w podwyższonej temperaturze. Do mieszaniny poreakcyjnej zawierającej sól kwasu protokatechowego dodaje się następnie kwas solny, a całość oczyszcza.